# Nikolai Dmitrijewitsch Smirnow
Nikolai Dmitrijewitsch Smirnow (russisch Николай Дмитриевич Смирнов; * 26. Oktober 1949) ist ein russischer Botschafter.

## Leben
1972 absolvierte er ein Studium am Staatlichen Moskauer Institut für Internationale Beziehungen und trat in den auswärtigen Dienst.
Von 1993 bis 1998 war er Generalkonsul in Montréal.
Von 1999 bis 2002 war er Stellvertretender Leiter der Abteilung für Nordamerika im Außenministerium der Russischen Föderation.
Von 2002 bis 2007 war er Generalkonsul in Toronto.
Von 2007 bis 2011 bekleidete er erneut das Amt des Stellvertretenden Leiters der Abteilung für Nordamerika im Außenministerium der Russischen Föderation.
Am 1. März 2011 wurde er mit Dekret 255 zum Botschafter in Georgetown ernannt.
Auch zu den regelmäßig mit diesem Amtssitz verbundenen Botschaftsämtern in Kingstown, St. George’s, Port of Spain und Bridgetown wurde er im
Lauf des Jahres 2011 ernannt.